# Cocaleiro
Denomina-se cocaleiro ou cocaleira à pessoa em Bolívia, Colômbia e Peru que se dedica ao cultivo das plantas: coca Huánuco (Erythroxylum coca, também chamada coca boliviana) e coca Trujillo. Também se utiliza para denominar a quem migram estacionalmente ao lugar de cultivo para colher as folhas da coca.

## Labor

### Colheita
A colheita das folhas maduras dos arbustos é uma atividade realizada principalmente por mulheres. É uma atividade manual e deve-se evitar danificar à planta e seus ramos. O antropólogo Anthony Henman descreve o processo da seguinte maneira em base a suas observações da colheita da coca no sul do Cauca:

... esta es una actividad considerada más apropiada para mujeres y niños. Lo mismo que hilar o tejer, la cosecha es un proceso largo y laborioso que no requiere fuerza bruta sino una considerable paciencia y la repetición incansable de los mismos movimientos. La rama de coca debe asirse firmemente con una mano, mientras que con la otra se arranca cada hoja individualmente y se coloca en una bolsa o canasta.

Simplemente dejar resbalar la mano a lo largo de una rama, arrancando las hojas todas en un solo movimiento, se considera un signo de pereza y mala técnica, ya que con frecuencia causa daño a las extremidades de la rama. Estos cogollos contienen el potencial para el nuevo crecimiento de hojas y, por consiguiente, la mala recolección conducirá a una significativa disminución de las futuras cosechas del mismo arbusto.— Mamacoca (2005): 235.
Henman, Anthony

## Importância cultural e económica das folhas

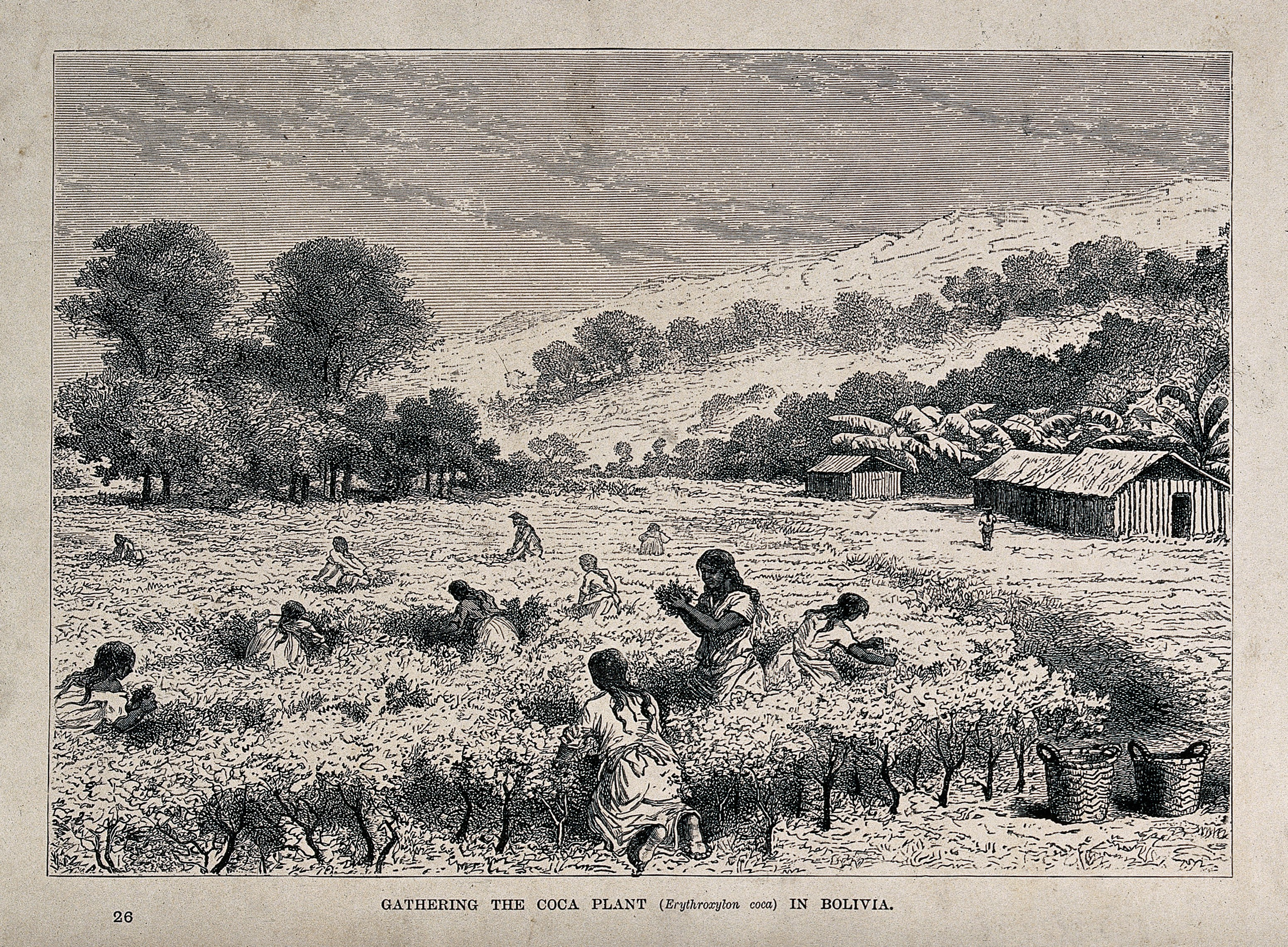
Mulheres coletando folhas de coca em Bolívia, gravado em madeira circa 1867.

### Uso tradicional
As folhas da coca cultivadas e colheitas pelos cocaleiros têm sido e são utilizadas tradicionalmente por comunidades indígenas e tradicionais nos Andes de Argentina, Bolívia, Chile, Equador e o Peru. O uso das folhas de coca na área andina remonta-se, quando menos, a uns seis mil anos dantes de nossa era. Acharam-se #evidência arqueológicas e arqueobotánicas em várias culturas localizadas no Período Formativo como Valdivia até o Horizonte Tardio como a Inca.
O acullico (também chamado chacchado) das folhas de coca faz parte integral da tradição cultural andina e sua cosmovisão. Para a maioria de utentes em ande-los, a folha de coca segue tendo um carácter sagrado e cumpre funções tónicas, terapêuticas, sagradas e sociais.
Dentro das práticas rituais com folhas de coca, encontra-se o uso das mesmas como oferenda em forma de kintu e como meio de adivinhação na leitura de folhas de coca.

### Uso contemporâneo

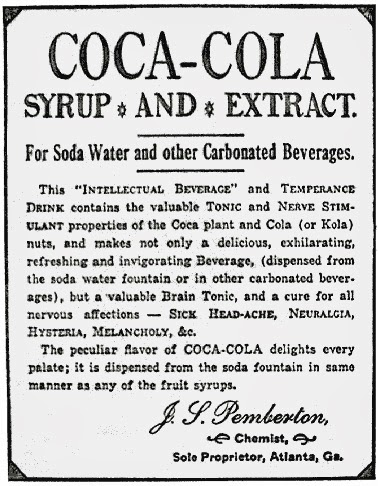
Desde 1886, a bebida gasosa Coca-Bicha contém extratos da folha de coca e a noz de cola.

Para além dos usos tradicionais, em Peru as folhas de coca colheitas pelos cocaleiros são adquiridas pela Empresa Nacional da Coca e depois exportadas comercialmente a Estados Unidos. As folhas são recebidas e processadas pela empresa Stepan Chemicals de Chicago, Illinois. Desta companhia, a empresa The Coca-Bicha Company recebe extractos da planta <i id="mwYw">Erythroxylum novogranatense</i> var. <i id="mwZA">truxillense</i> (Coca Trujillo) para a elaboração de Coca-Cola. As folhas de coca são adquiridas legalmente (115 toneladas anuais aproximadamente) com licença do Departamento de Justiça dos Estados Unidos. A empresa Mallinckrodt Pharmaceuticals em Saint Louis, Misuri, elabora clorhidrato de cocaína com os restos da planta que recebe da Companhia Stepan e o distribui ao resto do país com fins médicos.
Também lha utiliza de forma caseira, constituindo parte da medicina tradicional ou naturista andina, já seja para aliviar dores de cabeça ou curar feridas.
As folhas também são utilizadas em Peru e Bolívia para a elaboração de produtos como o mate de coca (carteira filtrante) e farinha de coca, entre outros produtos.
As folhas de coca também são utilizadas ilegalmente por narcotraficantes para a produção de derivados da folha como clorhidrato de cocaína, massa básica de cocaína e craque que serão distribuídas e comercializadas no mercado negro de vários países em América do Sul e fora de América do Sul, entre estes últimos Espanha, Estados Unidos, Holanda e México.

## Estados Unidos e o narcotráfico em Bolívia
Estados Unidos pressiona para erradicar a folha de coca utilizando como ferramenta de intervenção à luta antidrogas. Os cocaleiros resistem-se porque a coca é importante para o sustento económico, mas sobretudo porque faz parte da cultura tradicional andina, pelo que as políticas de erradicação norte-americana representam umas agressão ao modo de vida andino e a seus costumes.
Também se utilizaram mecanismos legais que autorizam a produção de coca em algumas regiões, enquanto outras ficaram como zonas ilegais, afetando às famílias camponesas, e as chamando de criminosas, como encobridoras do narcotráfico. Foi um período de muita violação de direitos humanos, e assassinatos por parte do governo boliviano como dos Estados Unidos, a partir das incursões militares.
A erradicação da coca é a chave para que Bolívia possa aceder a ajudas internacionais por parte dos Estados Unidos e de organismos como o Banco Mundial e o FMI. Estados Unidos invade a soberania nacional de Bolívia por meio de leis que ditam o que deve fazer.
Por outra parte, Estados Unidos nunca teve em conta que a folha de coca é um cultivo tradicional da zona andina, vinculado ao mau de altura, a medicina tradicional e diferentes rituais religiosos.
No entanto o movimento cocaleiro consegue a ressignificação da folha de coca. Mediante uma hábil batalha ideológica, consegue libertar a folha de coca de sua associação com o narcotráfico e a cocaína, construindo uma corrente de equivalências que permite o trânsito da significação da folha de coca como “a folha do antepassado” a ser o símbolo da defesa da dignidade nacional e sua memória, bem como da soberania em frente a Estados Unidos, convertendo num tema de importância nacional. Assim a folha em se não nos fala de uma simples folha: perde seu significado enquanto a defesa desta não se remete só à folha, nos fala de um tema de dignidade nacional; de defesa em frente ao intervencionismo, um resgate da memória de antepassados, etc.
Estados Unidos está tão interessado em manter militarizada a região andina como  Bolívia é uma grande reserva de gás, e possui grandes reservas petrolíferas, pelo que é importante a manter controlada.